# Miqueliopuntia miquelii
Miqueliopuntia es un género monotípico de la familia Cactaceae. Su única especie, Miqueliopuntia miquelii, es nativa de la costa de Chile.

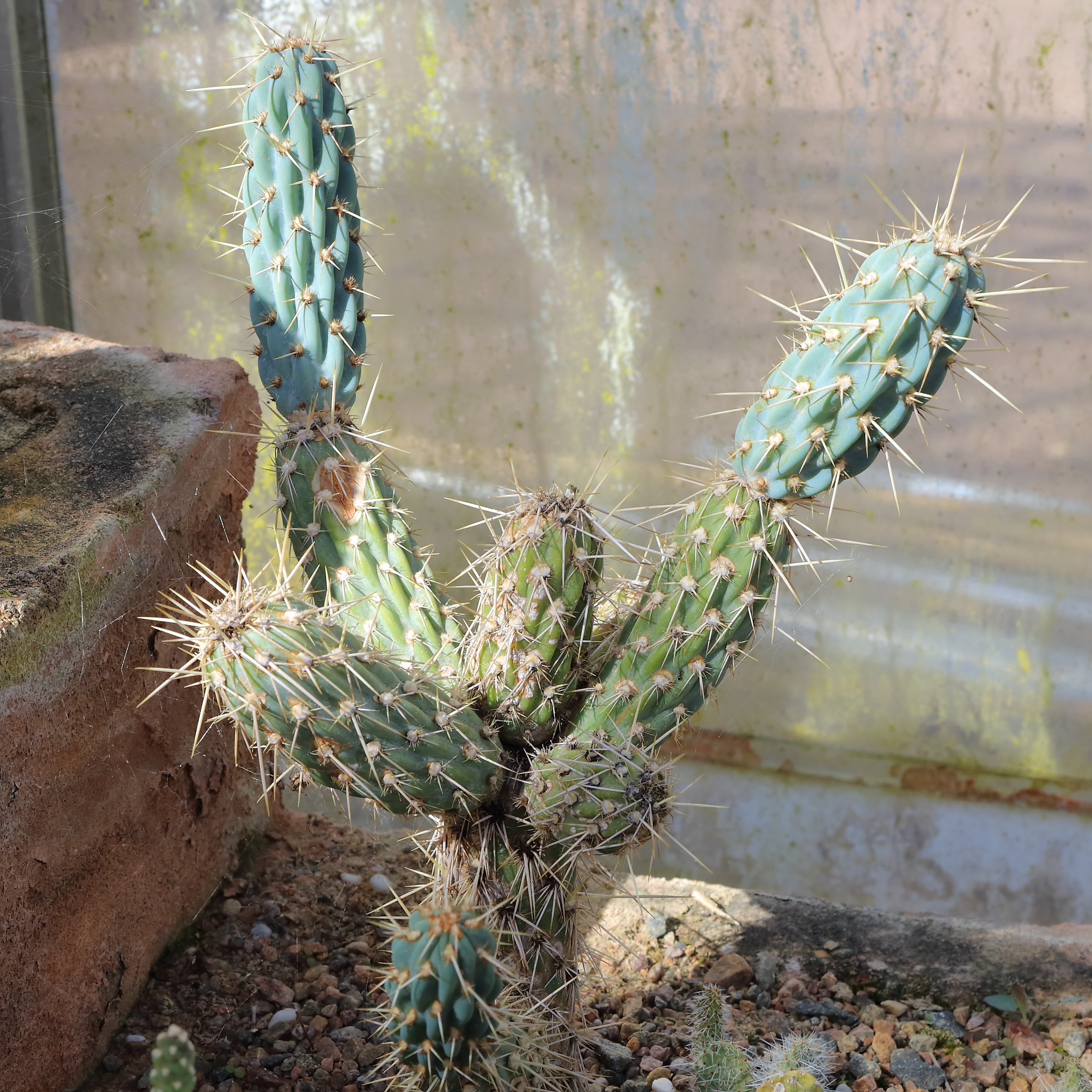
Vista de la planta

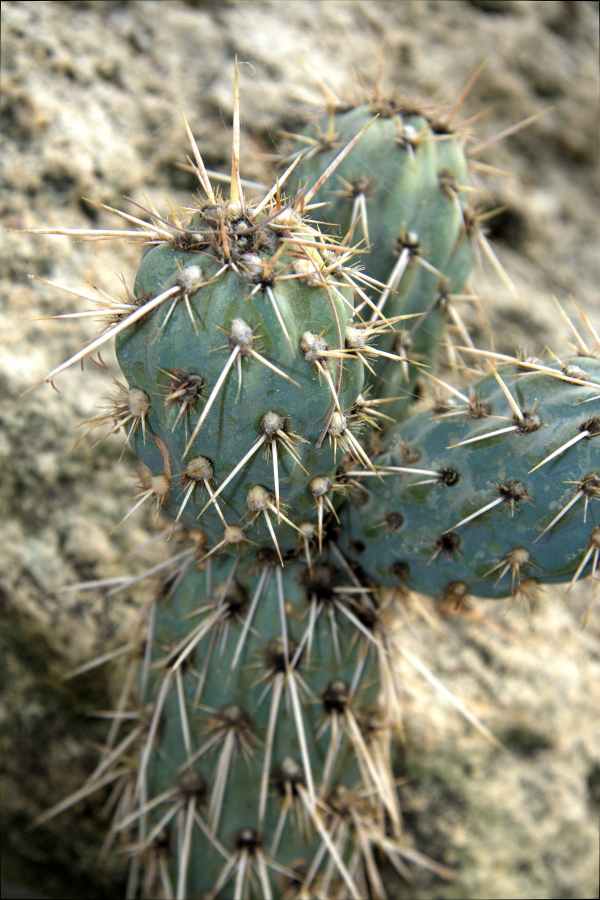
En su hábitat

## Características
Miqueliopuntia miquelii es relativamente pequeña, vertical, tupida y forma grandes matorrales de hasta 1,5 metros de altura y varios de circunferencia. Sus tallos claramente estructurados, son cilíndricos, fuertes de 7 a 20 centímetros de largo y alcanzan un diámetro de entre 3 y 6 centímetros. Las costillas son significativamente extendidas y bien marcadas. Las hojas carnosas son de color rojizo, puntiagudas, de 3 a 5 milímetros de largo y se caen prematuramente. Unas 60 areolas que se encuentran en todas partes, son peludas. Con gloquidios que están siempre presentes y miden de 4 a 8 milímetros de largo y normalmente se encuentran en la parte superior de las areolas. Las redondas areolas se encuentran a 4-7 milímetros de diferencia. Las 8 a 16 delgadas espinas centrales son como agujas y de color amarillento a marrón oscuro. Fuera de todas las areolas numerosas espinas erectas y desiguales, que puede ser de hasta 8 centímetros de largo. Las flores de color blanco a rosa pálido que no se abren completamente. Aparecen cerca de las puntas de los brotes y miden hasta 7 centímetros de largo. Sus pericarpios son cilíndricos y están cubiertos de cerdas. Los frutos de color verde pálido a blanquecinos son esféricos a alargados y cubiertos de espinas erizadas. Las forma de variables de semillas son de color blanco amarillento a ocre y de 3,5 a 5 milímetros de largo.

## Distribución y hábitat
Esta especie es endémica de Chile, donde se puede encontrar en las regiones de Coquimbo y Atacama, desde el Valle de Elqui a Copiapó. Crece en elevaciones de 0 a 1500 m s. n. m., donde se encuentra en el desierto, en una amplia gama de suelos. La especie se encuentra en el Parque nacional Llanos de Challe.

## Taxonomía
Miqueliopuntia miquelii fue descrita por (Monv.) F.Ritter y publicado en Kakteen in Südamerika 3: 869. 1980.
Etimología
Miqueliopuntia: nombre genérico compuesto que honra al botánico Friedrich Anton Wilhelm Miquel con el sufijo de Opuntia".
miquelii: epíteto otorgado también en honor de Friedrich Anton Wilhelm Miquel.
Sinonimia
- Opuntia miquelii Monv.
- Austrocylindropuntia miquelii (Monv.) Backeb.
- Cylindropuntia miquelii (Monv.) Backeb.
- Maihueniopsis miquelii (Monv.) R.Kiesling